# Feston
Un feston est un ornement qui désigne, selon la discipline différents éléments, en architecture, ou en couture, par exemple. Il désigne globalement un type de dentelure où la découpure des dents saillantes sont arrondies. De cette façon, une assiette à bord festonné présente à sa périphérie une suite de segments d'arcs, parfois groupés sur le modèle : saillant / rentrant / rentrant / saillant.

## Architecture
En architecture, un feston, ou des festons, désignent un type d'ornement courant, un type de grosse guirlande non flottante suspendue à deux attaches en formant un arc, ou plus précisément composé d'une suite de segments d'arcs de petite taille, saillants ou rentrants, représentant une guirlande de feuillage suspendue par des rubans.

## Couture
En couture, on utilise le point de feston pour finir les bordures des couvertures, des nappes et parfois même de certains vêtements. Le point de feston ressemble au point utilisé pour les boutonnières, mais les points sont plus espacés et doivent absolument être réguliers.

## Illustrations

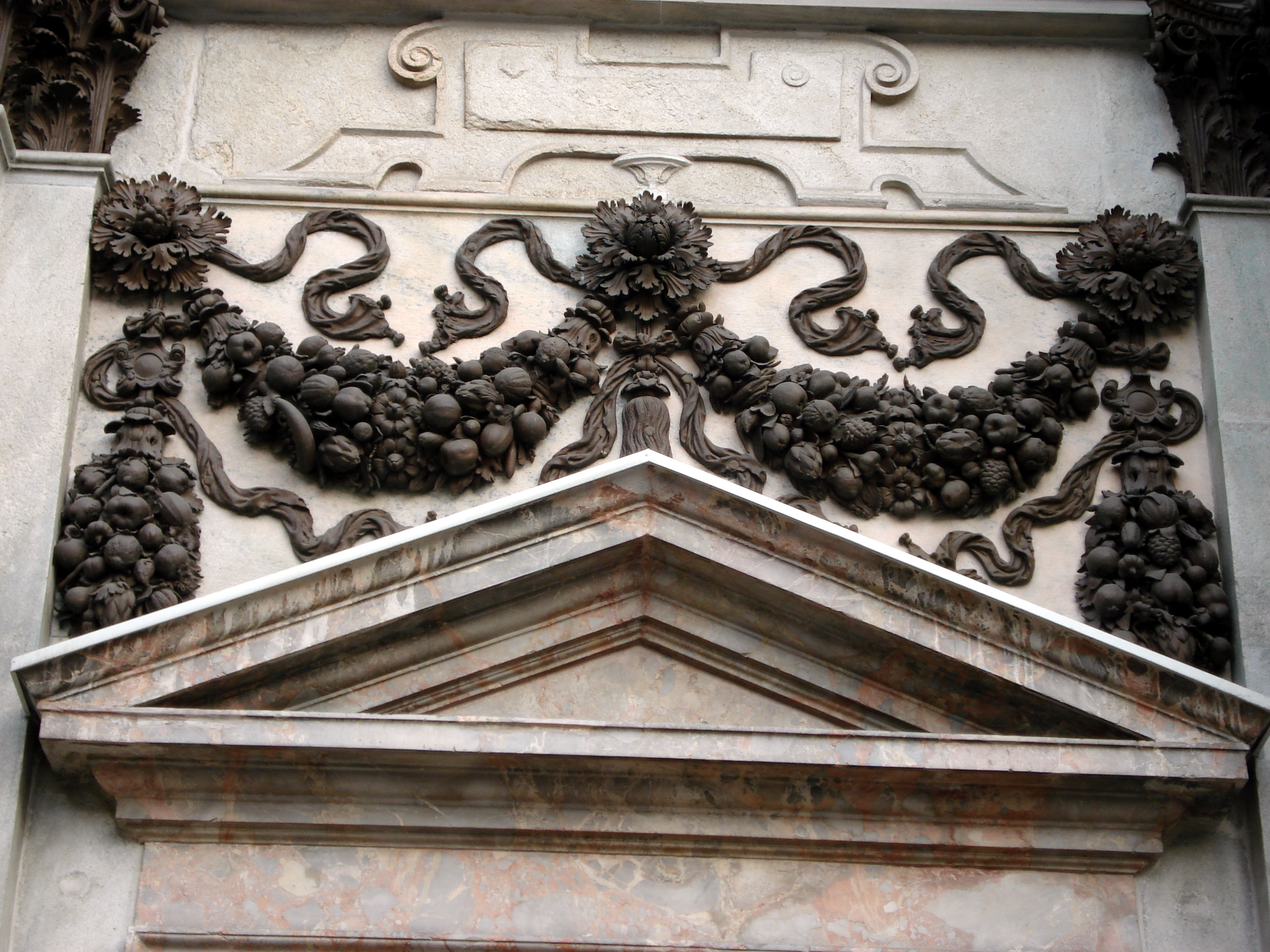
Feston sur la façade de l'église Santa Maria dei Miracoli presso San Celso (Milan).
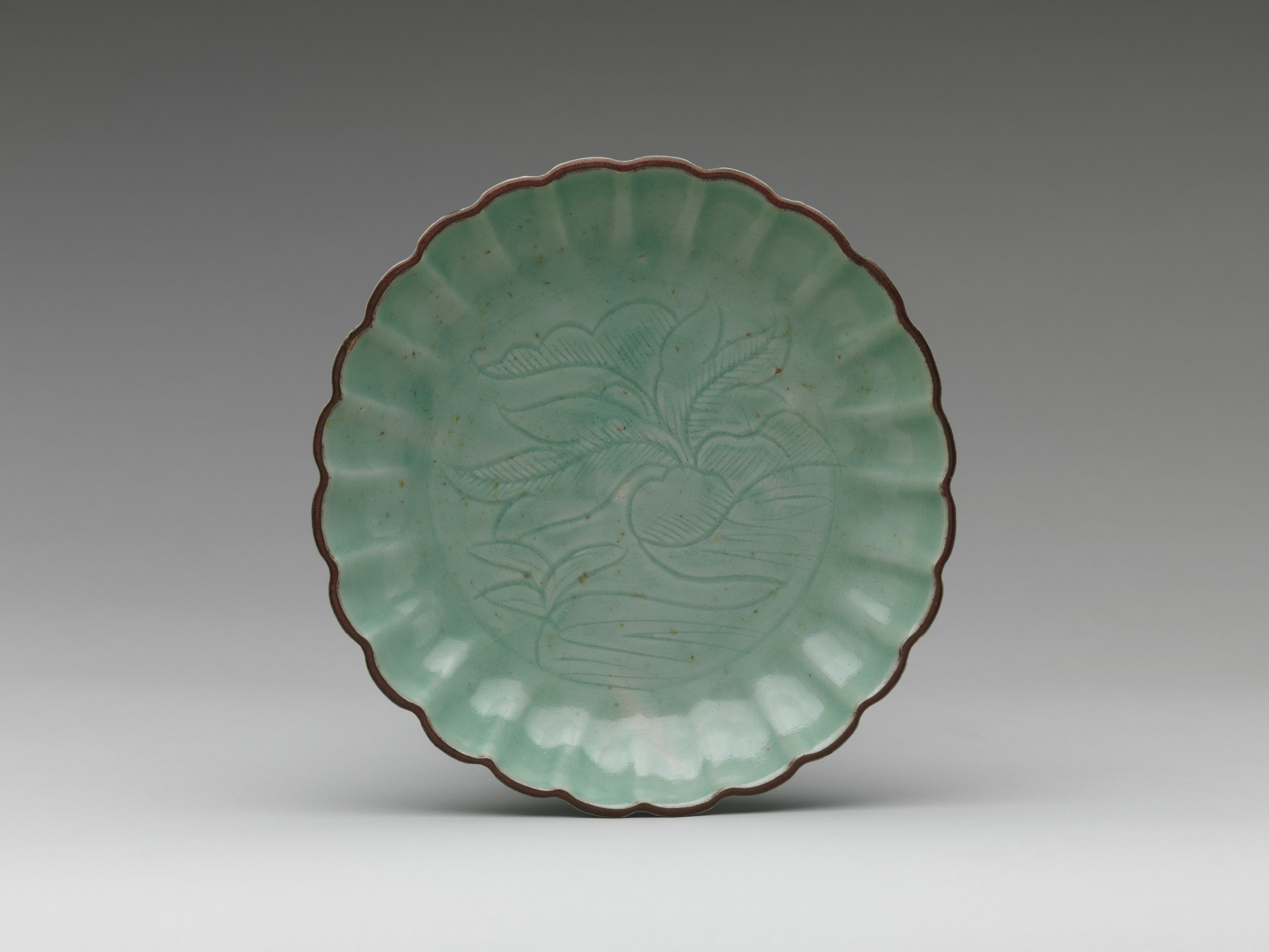
Assiette à bord festonné et à décor incisé sous couverte céladon. Porcelaine d'Arita ; type Imari, mi-XVIIe siècle (Metropolitan Museum of Art).
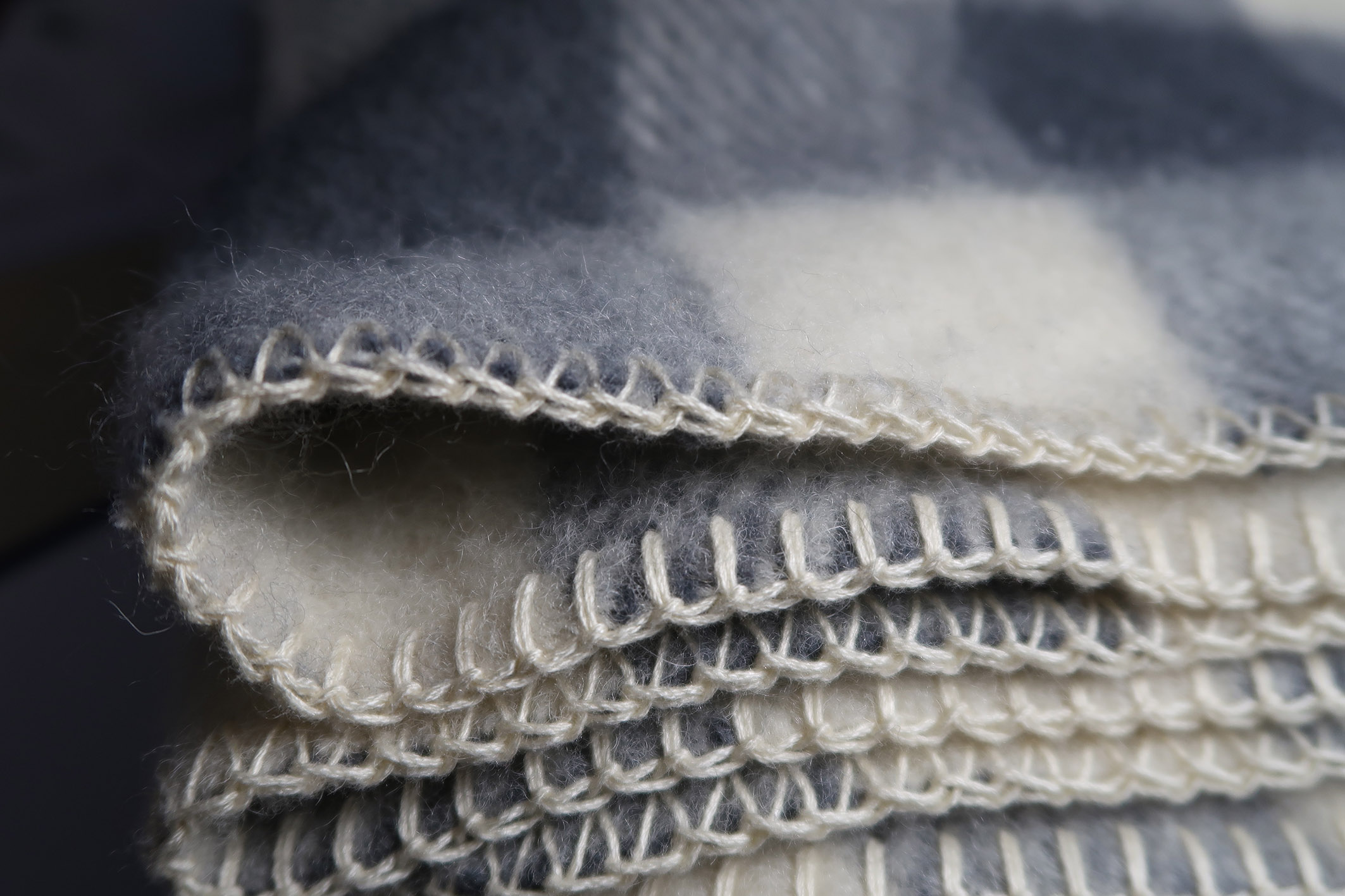
Point de feston particulier : le point de cheval.